# Acizzia dodonaeae
Acizzia dodonaeae är en insektsart som först beskrevs av Leonard D. Tuthill 1952.  Acizzia dodonaeae ingår i släktet Acizzia och familjen rundbladloppor. Inga underarter finns listade i Catalogue of Life.

## Bildgalleri

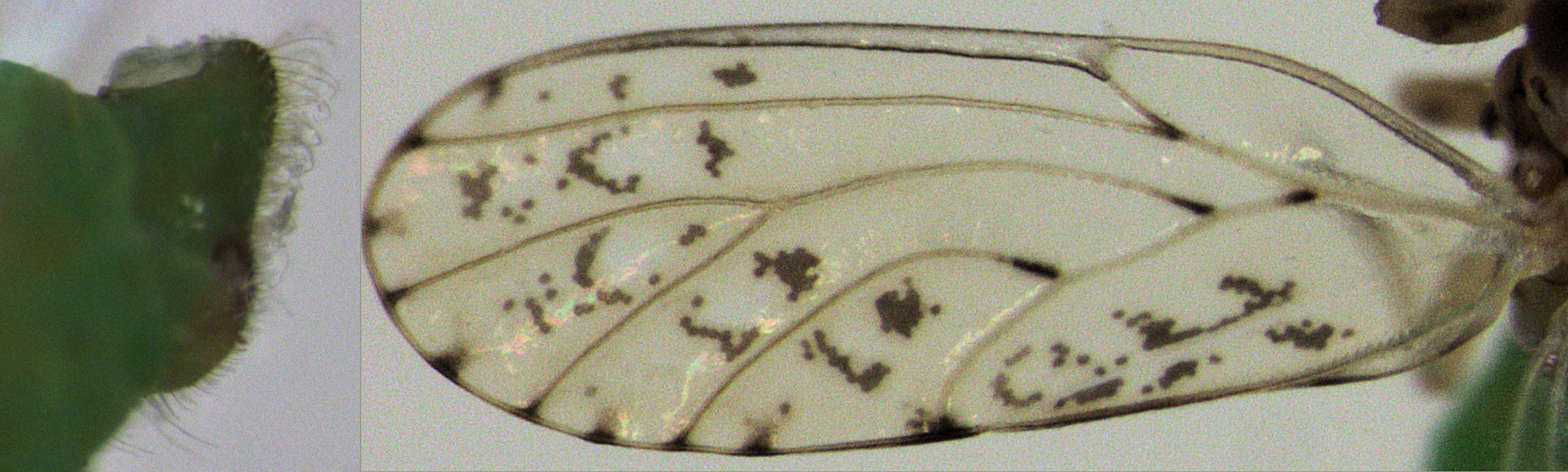
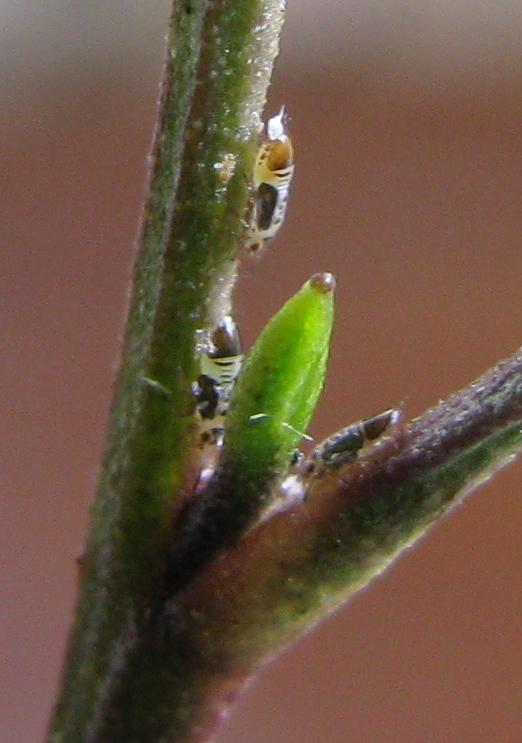